# Chus Pato
María Xesús Pato Díaz (Orense, 1955), conocida como Chus Pato, es una escritora gallega, académica de número de la Real Academia Galega y Premio Nacional de Poesía 2024.

## Trayectoria
Chus Pato pertenece a una familia gallega de la provincia de Ourense. Por parte de padre son de Viñoás (Nogueira de Ramuín) y por la parte materna de Trasmiras (comarca da Limia). Estudió en el colegio de Santo Domingo, de la orden de Vicente de Paúl, el bachillerato en el colegio de las  Carmelitas y el COU en el Instituto de Ourense. Inició sus estudios universitarios en 1973 en la Universidad de Santiago de Compostela, donde se licenció en Geografía e Historia. Realizó trabajos de investigación dentro de su especialidad como O movimento obreiro na provincia de Ourense.
Ejerció de profesora de enseñanza secundaria de la asignatura de Geografía e Historia desde 1989, en Bande, Muros (1991-1995) y desde entonces en Lalín, primero en el IES Ramón María Aller y después en el IES Laxeiro, donde se jubiló en 2020.
En 1973 fue una de las fundadoras de ERGA (Estudantes Revolucionarios Galegos), y hasta finales de la década de 1970 militó en la Unión do Povo Galego. Fue cabeza de lista del Frente Popular Galega por la provincia de Ourense en varias ocasiones.
Chus Pato es considerada una de las figuras más relevantes de la poesía gallega del siglo XX y xxi, es protagonista de una corriente que ha buscado deconstruir la tradición literaria gallega en el ámbito de la poesía.
Su poesía está considerada como una de las más modernas y personales de la literatura actual. Se caracteriza por huir de coordenadas generacionales y lazos compartidos con otros escritores gallegos. Su obra consolidó desde la década de los ochenta un lenguaje propio, referencias temáticas y estilísticas inconfundibles y un compromiso político de la palabra que va más allá de la obviedad de los versos. Poesía compleja, nutrida de muchas imágenes, escenarios y huellas intelectuales y un modelo literario alejado de convencionalismos e implicado en la busca constante de nuevos caminos para la expresión artística.
La transgresión en su poesía supera la convención formal. Su poética, marcada por un posicionamiento crítico con su tiempo, expandió el horizonte de la poesía galega y la colocó en la vanguardia del pensamiento contemporáneo. Su discurso de lo múltiple se articula en la multiplicidad de voces y formas. Cuestiona el lenguaje, la percepción, las ficciones históricas y todo lo que constituye exégesis, mientras trabaja entre lo inexistente y lo venidero. Construyó un ambicioso proyecto poético en el que se manifiesta un profundo pensamiento y reflexión sobre las identidades (individual, de género, nacional, histórica) y la escritura.
Chus Pato pertenece a varias agrupaciones tanto de índole literario (el PEN Club) como de índole político-social (Redes Escarlata) y fue miembro de la AELG (Asociación de Escritoras y Escritores en Lengua Gallega). Desde su constitución en 2015, es vocal de la Fundación Euseino?, pertenece a la directiva de los patronatos de la Fundación Rosalía de Castro y la Fundaciónn Uxío Novoneyra.
Fue elegida académica de número de la Real Academia Gallega (RAG) en el pleno del 5 de noviembre de 2016. Leyó su discurso de ingreso en la RAG el 23 de septiembre de 2017 en el IES Otero Pedrayo de Ourense, con el título Baixo o límite y con respuesta de Francisco Fernández Rei.
Su voz pasó a formar parte de las grabaciones del Woodberry Poetry Room de la Universidad de  Harvard, en 2015, donde se recogen las palabras de figuras relevantes de las letras universales como Elizabeth Bishop y W. H. Auden.
En 2009 se le concedió el Premio de la Crítica 2008 por su obra Hordas de escritura.
Por su obra Sonora fue galardonada con el Premio Nacional de Poesía 2024,un poemario publicado en lengua gallega por Xerais.

## Obra literaria
Los primeros poemas de Chus Pato aparecieron en la revista Escrita (1984) y, desde entonces, aparte de en sus libros, nunca ha dejado de colaborar en múltiples publicaciones: Luzes de Galiza, Festa da palabra silenciada, Andaina, Gume, Ólisbos, Revista das letras, Dorna, Clave Orión, etc.; en libros colectivos: Palabra de muller, Sete poetas ourensáns, Poesía dos aléns; en el año 1992, con otras siete mujeres, publica en Edicións do Dragón la carpeta poética 8 e medio, así mismo participa en el homenaje a Rosalía de Castro en el cincuentenario de la fundación del Patronato Rosalia, con motivo del cual se edita un CD con los poemas recitados, con música de Rodrigo Romaní, y un libro que recoge los textos y fotografías de María Esteirán (1997); participa habitualmente en recitales, mesas redondas, performances y conferencias.

### Poemarios publicados
- Urania. Vigo: Calpurnia, 1991.
- Heloísa. La Coruña: Espiral Maior, 1994.
- Fascinio. Muros: Toxosoutos, S.L., 1995.
- A ponte das poldras. Santiago de Compostela: Noitarenga, S.C., 1996. (hay una reedición en Galaxia, de 2006).
- Nínive. Vigo: Xerais, 1996.
- m-Talá. Vigo: Xerais, 2000.
- Charenton. Vigo: Xerais, 2004.
- Hordas de escritura. Vigo: Xerais, 2008.
- Secesión. Vigo: Galaxia, 2009.
- Carne de Leviatán. Vigo: Galaxia, 2013.
- Un libre favor. Vigo: Galaxia, 2019.
- Sonora. Vigo: Xerais, 2023.

### Antologías de su obra
- Un Ganges de palabras, antología bilingüe galego-español preparada por Iris Cochón. CEDMA (Colección Puerta del mar), Málaga, 2003.
- Nacer é unha república de árbores (2010). Edicións do Cumio. (escolma poética sonora). 160 páxs. ISBN 978-84-8289-244-3.[11][12]
- Finisterra, traducción de Mariolein Sabarte. Uitgeverij Perdu, 2017.
- Na lingua das bestas = En la lengua de las bestias, edición y traducción de Gonzalo Hermo. Ediciones del 4 de agosto, Logroño, 2019.
- Antoloxía, traducción de Gonzalo Hermo e Adrià Targa i Ramos. Universidade de Lleida, 2020.
- Um fémur de voz corre a galope [antología]. Porto: Officium Lectionis, 2022.[13]

### Traducciones a diferentes idiomas

#### Traducciones al español
- Heloísa. Madrid: La Palma, 1998.
- Un Ganges de palabras, antología bilingüe gallego-español preparada por Iris Cochón. (Colección Puerta del mar, CEDMA, Málaga, 2003).
- m-Talá. Buenos Aires: Pato-en-la-cara, 2009.
- Hordas de escritura seguido de Secesión. Madrid: Amargord, 2013.[14]
- Carne de Leviatán. Madrid: Amargord, 2016.
- Poesía reunida. Volumen 1 (1991-1995). Ultramarinos Editorial, 2017.[15]
- Poesía reunida. Volumen 2 (1996). Ultramarinos Editorial, 2019.
- Poesía reunida. Volumen 3 (2000). Ultramarinos Editorial, 2022.[16]
- Poesía reunida. Volumen 7 (Sonora). Ultramarinos Editorial, 2024.[17]

#### Traducciones al inglés
- from m-Talá, traducción de Erin Mouré, 2002.
- Charenton, traducción de Erin Mouré, 2007.
- m-Talá, traducción de Erin Mouré, 2009.
- Hordes of Writing, traducción de Erin Mouré, 2011.
- Secession / Insecession, con Erin Mouré. 2014.
- Flesh of Leviatan, traducción de Erin Mouré, 2016.
- The Face of the Quartzes, traducción de Erin Mouré. 2021.

#### Traducciones al portugués
- Carne de Leviatã. Lisboa: Douda Correria, 2016.
- Um fémur de voz corre a galope [antología]. Porto: Officium Lectionis, 2022.[13]
- Sonora. Porto: Officium Lectionis, 2025. Edição bilingue [galego e português]. Tradução: Jorge Melícias e José Rui Teixeira.

#### Traducciones al catalán
- Antoloxía, traducción de Gonzalo Hermo e Adrià Targa i Ramos. Universidade de Lleida, 2020.

#### Traducciones al holandés
- Finisterra, traducción de Mariolein Sabarte. Uitgeverij Perdu, 2017.

#### Traducciones al búlgaro
- Leviatan i drugi istorii, traducción de Tsvetanka Elenkova. Small Stations, 2016.

#### Traducciones al francés
- Chair de Léviathan, traducción de Erín Moure. Alger: Apic éditions, 2024.

### Antologías (selección)
- A tribu das baleas de Helena González. Xerais, 2001.
- Antoloxía consultada da poesía galega (1976-2000) de Arturo Casas. Tris Tram, 2003.
- The EmLit Project: European Minority Literatures In Trasnslation, de Paula Burnett. Brunel University Press, 2004.
- Iberia polyglotta de Hans-Ingo Radatz. Aina Torrent-Lenzen (Hrsg). Alex Lenzen, 2006.
- Pótwysep w wierszach, Wydawnictwo Ksiazkowe. IBIS, Warszawa, 2006.
- New European poets, Wayne Miller and Kevin Prufer. Graywolf Press, 2008.
- Poeti spagnoli contemporanei de Emilio Coco. Edizioni dell´Orso, 2008.
- 20 canadian poets take on the world. Edited and introduced by Priscila Uppal. Exile Editions, 2009.
- To the winds our sails; Iris writers translate Galician poetry. Editoras Mary O´Donell e Manuela Palacios. Salmon Poetry, 2010.
- I sit like a garbage god (Het feminisme in 14 gedichten). Edición e selección de Daniela Seel. BOZAR, Paleis Voor Schone Kunsten, 2014.
- Veus paralleles 12: De Fisterra al cap de Creus. Institució de les Lletres Catalanes, 2014.
- Punto de Ebullición. Antología de la poesía contemporánea en gallego. Edición de Miriam Reyes. Fondo de Cultura Económica, 2015.
- ArtiCHOKE # 6, setember 10 th. Berlín, 2016.
- Six Galician Poets. Edición de Manuela Palacios, traducción Keith Payne. Arc Publications, 2016.
- Stimmen der erde sechs dichterrinnen aus galicien = Voces da terra, seis poetas galegas. Jenior, 2022.
- Poetry´s Geographies. A Trasatlantic Antohology of Translations, edited by Katherine M. Hedeen & Zoë Skoulding. Shearsman Books, 2022.

En español se pueden leer traducciones de sus poemas en diversas revistas como Infolios (un número monográfico), La Ortiga, La alegría de los naufragios, Texturas, Zurgai, El signo del gorrión, Veneno...

## Premios
- Premio Losada Diéguez en 1997, por Nínive.
- Premio de la Crítica (2009) al mejor libro publicado en lengua gallega en 2008, por el poemario Hordas de escritura. Los premios son otorgado por la Asociación Española de Críticos Literarios.
- Premio Losada Diéguez de Creación Literaria en 2009, por Hordas de escritura.[18]
- Premio Irmandade do Libro da Federación de Librarías de Galicia a la mejor autora del 2013 por Carne de Leviatán.
- Premio Mondoñedo10 en 2017 por Hordas de escritura.
- Premio Clara Compoamor en 2018.[19]
- Premio Nacional de Poesía 2024.[20]
- Premio de la Crítica de Galicia de Creación literaria 2024, por Sonora.
- Premio Gallegos del año 2024 de El Correo Gallego.[21]